# Marcin Marciniszyn
Marcin Marciniszyn (Bystrzyca Kłodzka, 7 settembre 1982) è un velocista polacco.

## Palmarès
| Anno | Manifestazione   | Sede       | Evento      | Risultato  | Prestazione | Note                                     |
| ---- | ---------------- | ---------- | ----------- | ---------- | ----------- | ---------------------------------------- |
| 2001 | Europei juniores | Grosseto   | 4x400 m     | Oro        | 3'06"12     |                                          |
| 2002 | Europei          | Monaco     | 4×400 m     | Finale     | dq          |                                          |
| 2003 | Mondiali indoor  | Birmingham | 4×400 m     | Bronzo     | 3'06"61     |                                          |
| 2004 | Giochi olimpici  | Atene      | 4×400 m     | Batteria   | 3'03"69     |                                          |
| 2005 | Europei indoor   | Madrid     | 400 m piani | Batteria   | 46"89       |                                          |
| 2005 | Europei indoor   | Madrid     | 4×400 m     | dq         | dq          |                                          |
| 2005 | Mondiali         | Helsinki   | 400 m piani | Batteria   | 45"97       |                                          |
| 2005 | Mondiali         | Helsinki   | 4×400 m     | 5º         | 3'00"58     |                                          |
| 2006 | Mondiali indoor  | Mosca      | 400 m piani | Semifinale | 46"97       |                                          |
| 2006 | Mondiali indoor  | Mosca      | 4×400 m     | Argento    | 3'04"67     |                                          |
| 2006 | Europei          | Göteborg   | 400 m piani | Semifinale | 45"96       |                                          |
| 2007 | Europei indoor   | Birmingham | 4×400 m     | Bronzo     | 3'08"14     |                                          |
| 2007 | Mondiali         | Osaka      | 400 m piani | Batteria   | 45"83       |                                          |
| 2007 | Mondiali         | Osaka      | 4×400 m     | Bronzo     | 3'00"05     |                                          |
| 2009 | Europei indoor   | Torino     | 4×400 m     | Bronzo     | 3'07"04     |                                          |
| 2009 | Mondiali         | Berlino    | 400 m piani | Batteria   | 45"77       | Miglior prestazione personale stagionale |
| 2009 | Mondiali         | Berlino    | 4×400 m     | 5º         | 3'02"23     |                                          |
| 2010 | Mondiali indoor  | Doha       | 400 m piani | Batteria   | 47"23       |                                          |
| 2010 | Mondiali indoor  | Doha       | 4×400 m     | Batteria   | 3'09"86     |                                          |
| 2010 | Europei          | Barcellona | 400 m piani | Semifinale | 45"58       |                                          |
| 2010 | Europei          | Barcellona | 4×400 m     | 5º         | 3'03"42     |                                          |
| 2011 | Europei indoor   | Torino     | 4×400 m     | 5º         | 3'09"31     |                                          |
| 2011 | Mondiali         | Taegu      | 400 m piani | Semifinale | 45"94       |                                          |
| 2011 | Mondiali         | Taegu      | 4×400 m     | Batteria   | 3'01"84     |                                          |
| 2012 | Mondiali indoor  | Istanbul   | 4×400 m     | 6º         | 3'11"86     |                                          |
| 2012 | Europei          | Helsinki   | 400 m piani | 7º         | 46"46       |                                          |
| 2012 | Europei          | Helsinki   | 4×400 m     | 4º         | 3'02"37     |                                          |
| 2012 | Giochi olimpici  | Londra     | 400 m piani | Batteria   | 46"35       |                                          |
| 2012 | Giochi olimpici  | Londra     | 4×400 m     | Batteria   | 3'02"86     |                                          |
| 2013 | Mondiali         | Mosca      | 4×400 m     | Batteria   | 3'01"73     |                                          |
| 2014 | World Relays     | Nassau     | 4×400 m     | Batteria   | 3'05"16     |                                          |